# 露营床
露营床又稱行軍床或折疊床，是一种小型轻便且可折疊的床，露营床通常由可折叠的轻质木材或金属框架组成，上面覆盖着帆布、麻布或尼龙。这种床的主要优点是攜帶方便、佔地空間小。营地床一般由军队和背包客使用，當發生災難等紧急情况時，露营床也能派上用場。在中國，戰國中晚期就已出現折疊床。

各種露營床
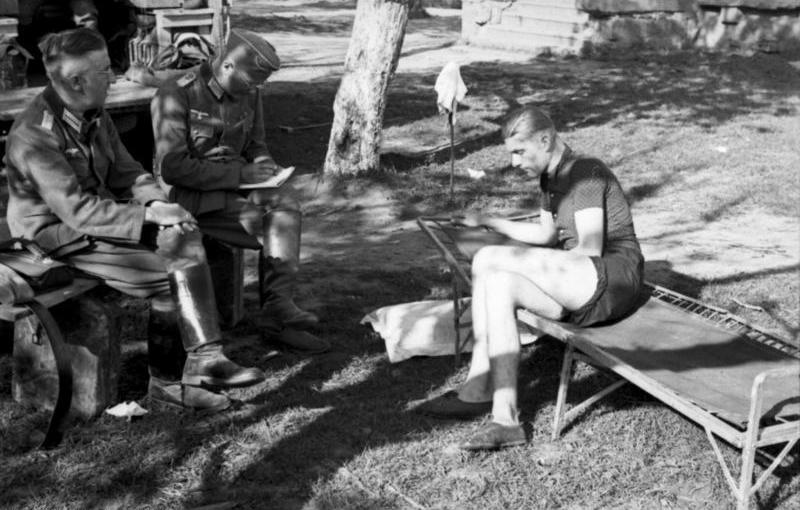
1941年的納粹德國士兵和露營床
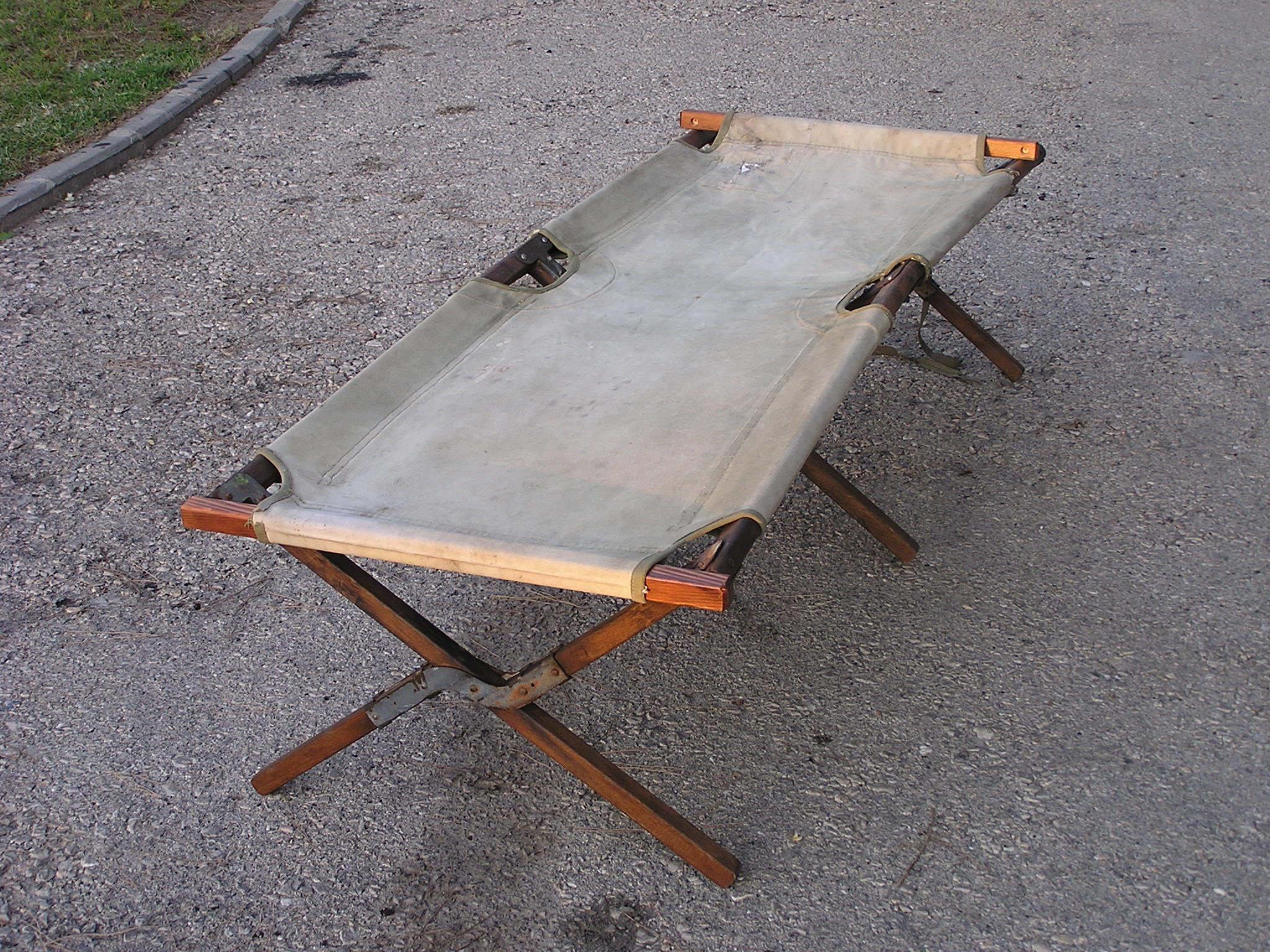
第二次世界大战期間美軍使用的露營床
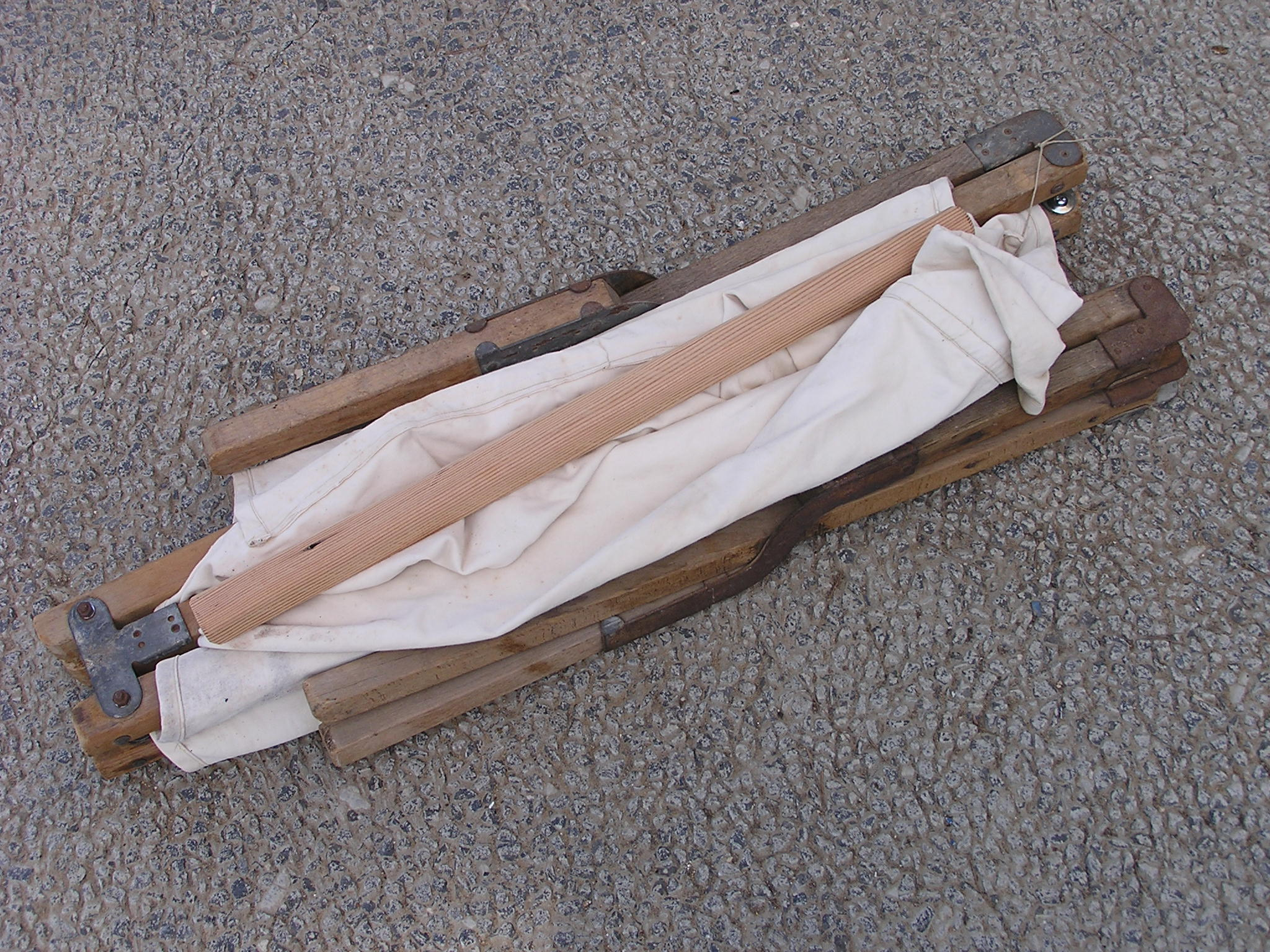
可折疊的露營床
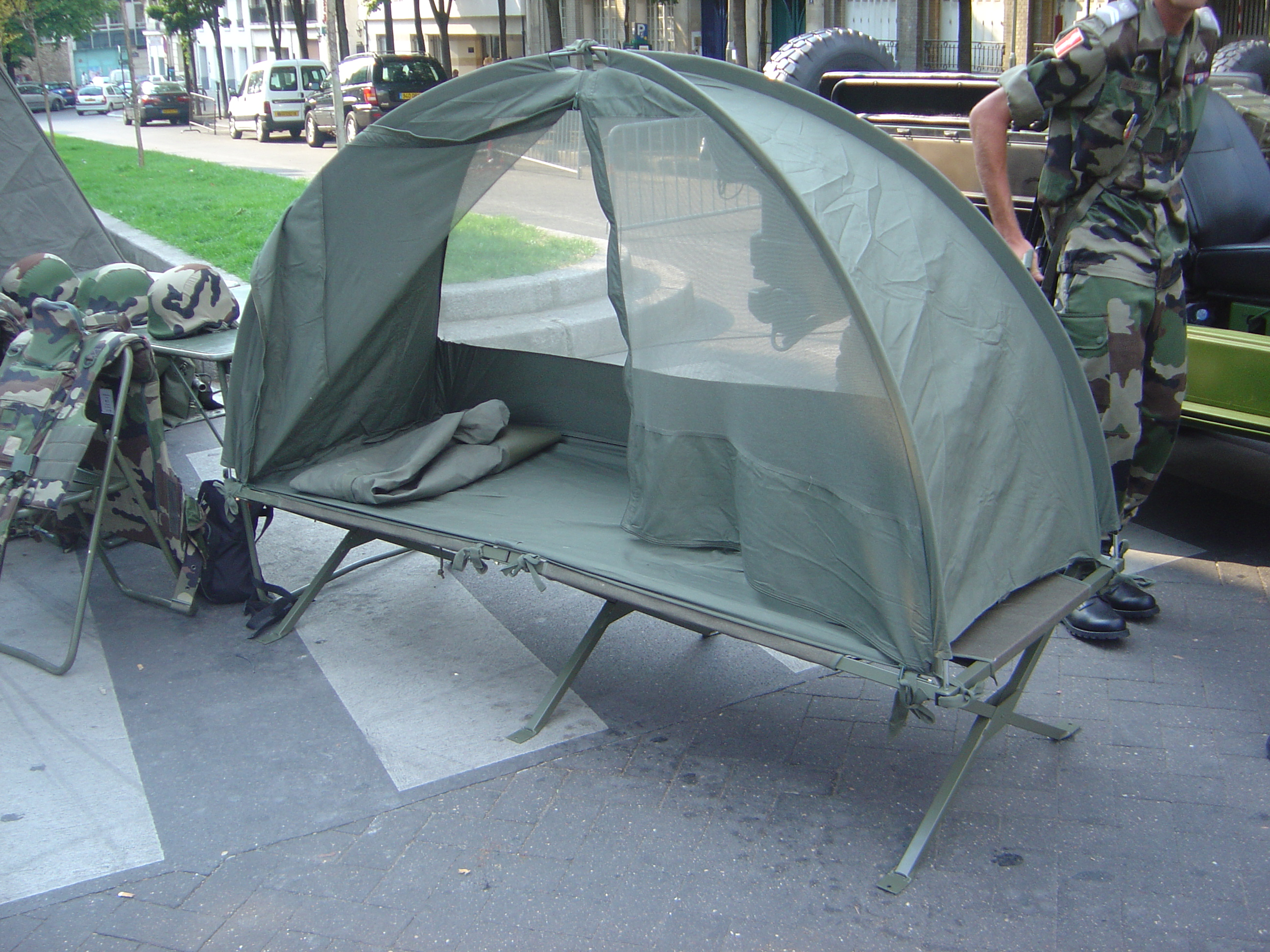
帶蚊帳的露營床
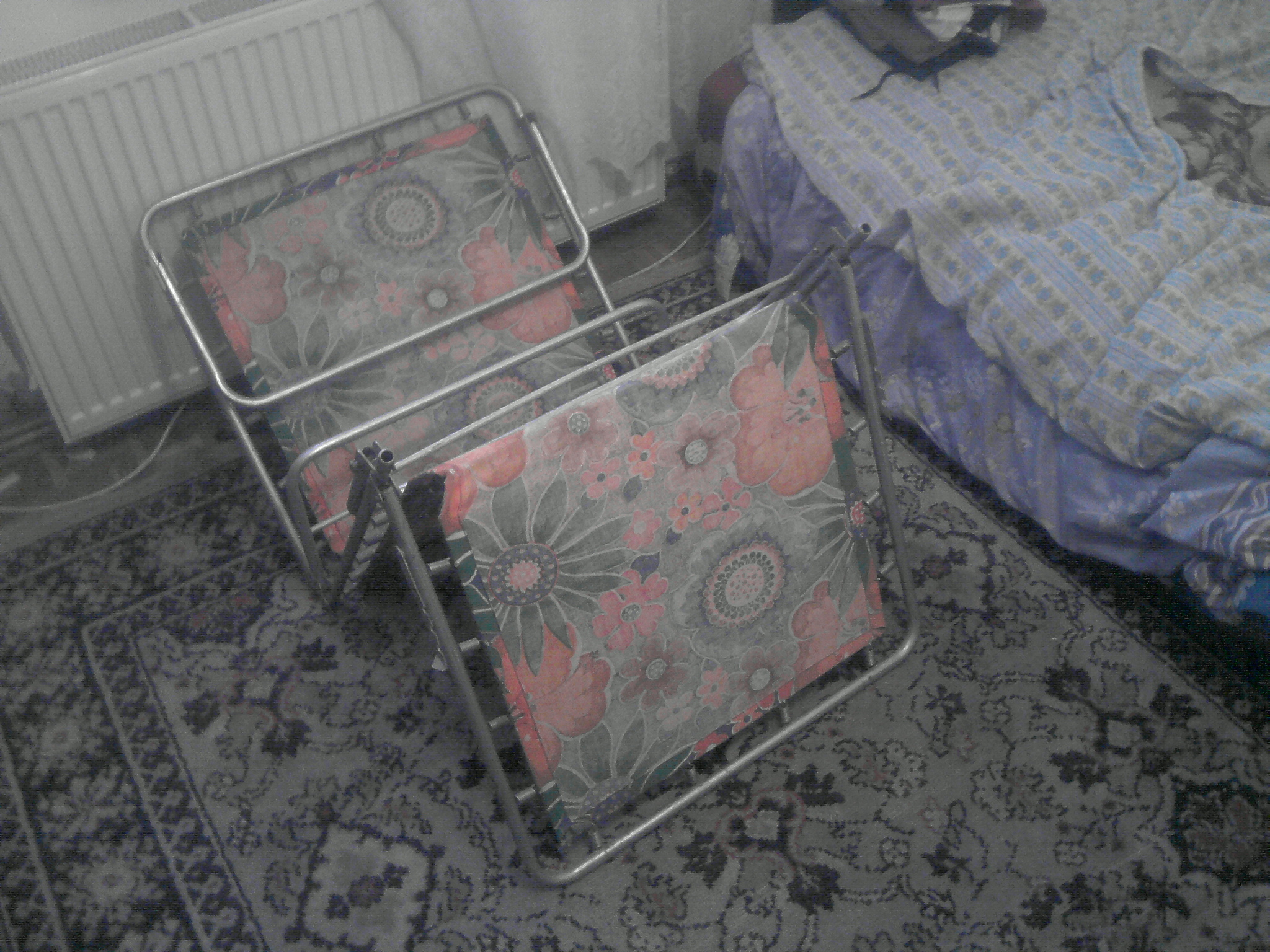
一张铝制折叠床
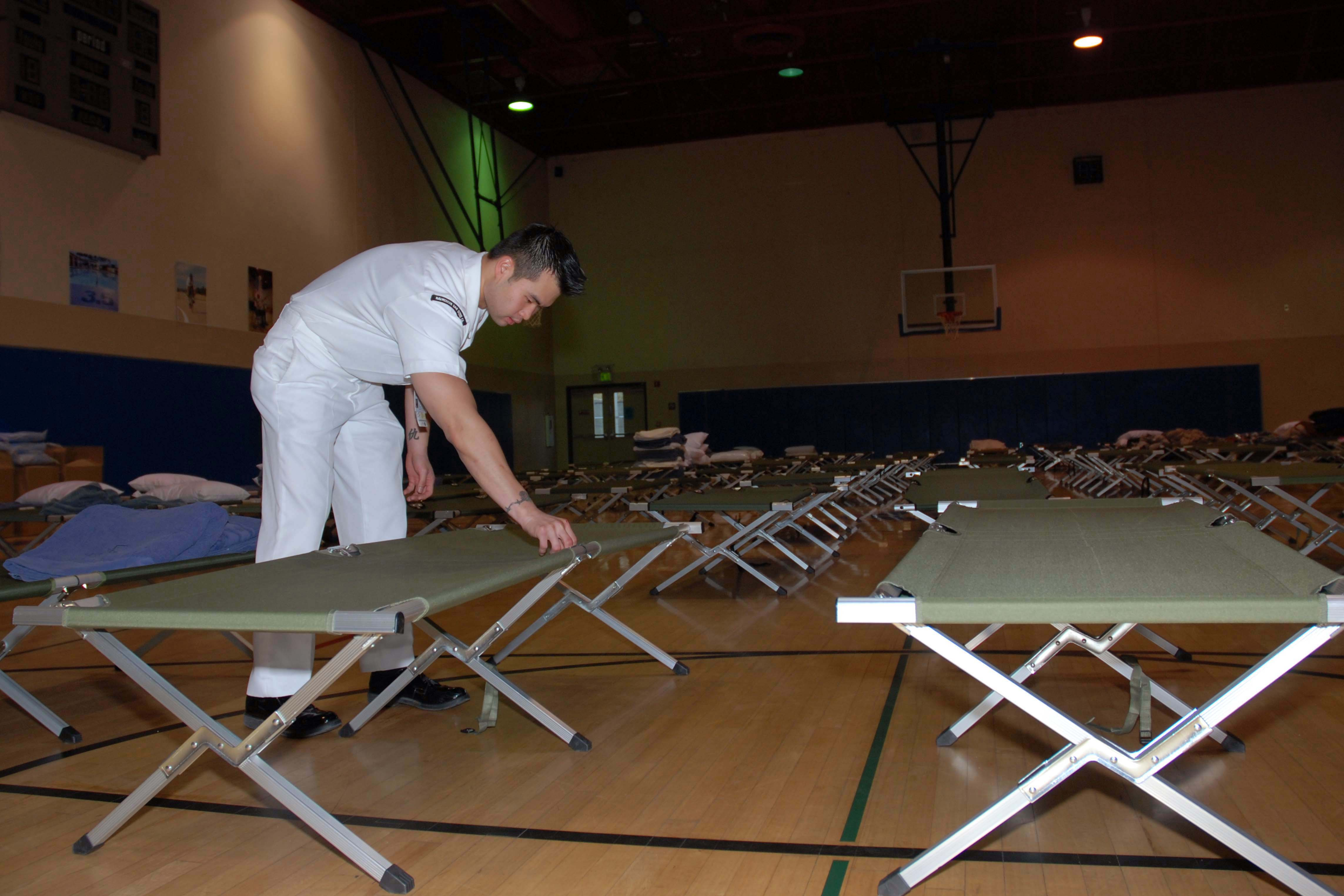
2007年加利福尼亞山火（英语：2007 California wildfires）期間為撤離的災民準備的露營床